# Малич, Александр Мирославович
Алекса́ндр Ма́лич (род. 30 марта 1983 года, Ленинград) —  телеведущий и радиоведущий, продюсер, журналист, директор Александринского театра, член Союза журналистов Санкт-Петербурга и Ленинградской области. Отец — режиссёр и актёр Мирослав Малич.

## Биография
Родился в Ленинграде в 1983 году. Отец — режиссёр и актёр Мирослав Александрович Малич (Родился 21 августа 1959 года). 
В 2000 году окончил Гимназию № 157 имени принцессы Ольденбургской.
В 2005 году окончил факультет Международных отношений СПбГУ. Специализация: Международные Гуманитарные Связи.
C 2003 по 2015 год работал на телеканале «100ТВ» (с момента основания канала), где участвовал в проектах «В рабочий полдень», ток-шоу «Маленький двойной», «ПроСТО встреча», «По Вашим заявкам», «На ночь глядя», «Гости в студии».
С 2004 года, автор ведущий проекта «100Процентный звук» («Живые люди»).
Лауреат премии ТЭФИ-Регион, 2008 (1 место, номинация «Развлекательная программа»). В апреле 2010 года программа была закрыта.
С мая 2007 года начал сотрудничать с «Радио Рокс» (102FM): ведущий программ «Малич ФМ», программы «Вечер понедельника», утреннего шоу «Полный Вперёд», где его фирменным знаком становится фраза «Отвратительно хочется спать».
В феврале 2010 в связи с несогласием с менеджментом радиостанции, покидает утренний эфир.
В сезоне 2008/09, 2009/10, 2011/12, 2012/13, 2013/14, 2014/15, 2015/16, 2016/17 — ведущий абонемента в Петербургской Филармонии под названием «Во фраках и джинсах».
В качестве ведущего участвует в проведении музыкальных и кино- фестивалей.
Автор цикла передач «Окно в Норвегию».
Автор и ведущий документальных телефильмов «Путешествие оркестра», «Петербург — Бангкок. История Дружбы», «Истории Кипра».
В 2008 году участвовал в съёмках документальных фильмов канала «Russian Travel Guide».
Автор и ведущий программы «Виниловое видео» (Финалист ТЭФИ-Регион 2012) на телеканале «100ТВ».
Ведущий проекта «Встречи на набережной Макарова» на телеканале «100ТВ».
С 2010 года, руководитель и ведущий проекта «АРТ ТВ» на телеканале «100ТВ». В 2010 году, вместе с соведущей Дашей Александровой, стали лауреатами премии «Собака.ru ТОП 50. Самые знаменитые люди Петербурга», в номинации медиа.
Постоянный ведущий прямых трансляций с Дворцовой площади с празднований Дня Победы и других государственных и городских праздников.
В 2012 года стал лауреатом конкурса журналистов Санкт-Петербурга и Ленинградской области «Золотое перо-2011», за проект АРТ ТВ.
С сентября 2012 года по 11 сентября 2015 года ведущий эфира радиостанции НЕВА FM (95.9 FM).
В марте 2013 года номинировался на гран-при конкурса журналистов Санкт-Петербурга и Ленинградской области «Золотое перо-2012».
С сентября 2013 года по 11 сентября 2015 года в эфире НЕВА FM, вместе с Сергеем Соколовым вёл позднее утреннее шоу «Второй завтрак».
Был официальным ведущим Церемоний приветствия команд (Team Welcome) на Олимпийских Зимних Играх 2014 года в Сочи.
С января 2015 по 11 сентября 2015 года в эфире НЕВА FM вёл проект «Понедельник 23».
С сентября 2015 до декабря 2016 года принимал участие в проекте Фонтанка. Офис, интернет-портала Фонтанка.Ру.
Ведущий телевизионных трансляций XV Международного Конкурса имени П. И. Чайковского для канала MEDICI.TV Medici TV и Телеканала Культура.
Ведущий телевизионного проекта «Сила Слова» на телеканале Санкт-Петербург.
Ведущий Международного Телевизионного Конкурса Юных Музыкантов «Щелкунчик» на Телеканале Культура.
Ведущий телевизионных трансляций I Международного конкурса молодых пианистов Grand Piano Competition (2016) для канала MEDICI.TV и Телеканала Культура.
С 3 апреля 2017 года — ведущий программы «Утро на Пять» на Пятом канале.
С сентября 2017 года вместе с другими ведущими Пятого канала перешёл на телеканал 78, где ведет собственный проект «НЕСПЯЩИЕ», рассказывающий о культурной жизни Санкт-Петербурга.
В декабре 2018 года запустил собственный YouTube канал об искусстве и культуре, Хот культур.
С сентября 2019 Генеральный продюсер Новой Сцены Александринского Театра.
С 22 августа 2024 года — директор Александринского театра.

## Личная жизнь
Болельщик «Зенита». Играл в любительской волейбольной команде «Разящие Бегемотики».
Занимается беговыми лыжами.

## Фильмография
- 2001 — Первое мая
- 2005 — Улицы разбитых фонарей-7, Случайное знакомство (15-я серия) — ведущий
- 2006 — Улицы разбитых фонарей-7, По ту сторону рекламы (22-я серия) — ведущий
- 2007 — Улицы разбитых фонарей-8, Благие намерения (17-я серия)
- 2007 — Улицы разбитых фонарей-8, Варя выходит замуж (22-я серия) — Артём Наумов, практикант
- 2009 — Морские дьяволы-3, Газовый синдром (8 серия) — журналист
- 2023 — Фандорин. Азазель — корреспондент на Дворцовой площади

## Награды
- Лауреат премии ТЭФИ-Регион 2008, в номинации «Развлекательная программа», за проект «100% звук».
- Лауреат премии Союза Журналистов Санкт-Петербурга и Ленинградской области «Золотое Перо-2011», за проект «Арт ТВ».
- Лауреат Премии «Собака.ru ТОП 50. Самые знаменитые люди Петербурга», в номинации «Медиа».
- Лауреат Премии «Собака.ru ТОП 50. Самые знаменитые люди Петербурга» за работу на Новой Сцене Александринского театра.

### Номинации
- Финалист премии ТЭФИ-Регион 2012 в номинации «Развлекательная программа» за проект «Виниловое Видео».
- Номинант на гран-при премии Союза Журналистов Санкт-Петербурга и Ленинградской области «Золотое Перо-2012». (Журналист года)
- Финалист Национальной Премии в области радио «Радиомания-2014» в номинации «Ведущий разговорного эфира», за проект «Второй Завтрак» — НЕВА ФМ.